# Franz Xaver Haimerl
Franz Xaver Haimerl (15. února 1806 Křínov – 11. října 1867 Vídeň) byl český a rakouský právník a politik německé národnosti, v polovině 19. století poslanec Říšského sněmu, představitel liberálního německého bloku.

## Biografie
Pocházel z rolnické rodiny, jeho rodiče vlastnili malé zemědělské hospodářství. Franz vychodil obecnou školu v Ottenreuthu (dnes Otín). Zde podchytil místní farář jeho nadání a docílil toho, že nastoupil na gymnázium do Chebu. Od ročníku 1824–1825 studoval filozofii a práva na Vídeňské univerzitě. V roce 1833 získal titul doktora práv. Patřil mezi žáky Wagnera, po jehož smrti nastoupil roku 1835 jako suplent na výuku zápůjčního, obchodního a směnečného práva a podílel se na odborných konzultacích s dolnorakouským guberniem. V roce 1836 se stal řádným profesorem zápůjčního, obchodního a směnečného na Karlo-Ferdinandově univerzitě v Praze. Od roku 1846 zasedal na pražském obchodním soudu a podílel se na jeho reformě.
V roce 1848 byl zakladatelem a prvním prezidentem pražského právnického čtenářského spolku. Během revolučního roku 1848 se zapojil do veřejného dění. Patřil mezi důvěrníky hraběte Rudolfa Stadiona. Stal se členem Národního výboru, který v počáteční fázi revoluce sdružoval reformně orientované osobnosti bez rozdílu národnosti. Odmítl nabídku kandidovat do celoněmeckého Frankfurtského parlamentu. Ve volbách roku 1848 byl zvolen na ústavodárný Říšský sněm. Zastupoval volební obvod Loket. Profesně se uvádí jako doktor, profesor. Na sněmu se řadil k levici. V parlamentu se zaměřoval na otázky rozvoje školství. Byl předsedou sněmovního školského výboru.
Po porážce se revoluce se vrátil na svou katedru do Prahy a byl členem německých společenských spolků. V roce 1852 se stal řádným profesorem zápůjčního práva na Vídeňské univerzitě. V roce 1856 byl členem státní zkušební komise pro právní dějiny, přičemž v roce 1855 a 1861 byl děkanem fakulty a roku 1863/1864 i rektorem Vídeňské univerzity. Od roku 1860 působil ve výboru pro zavedení nového civilního soudního řádu.